# Максим Ястран
Максим Ястран (справжнє ім'я Максим Григорович Григор'єв; 1916, с. Вурманкаси, Казанська губернія — осінь 1942 року, Сталінград) — чуваський поет, перекладач. Прийнятий в СП СРСР в 1962 році (посмертно).
Народився в бідній селянській родині. Ще в шкільні роки його цікавив світ поезії. Він зачитувався творами Костянтина Іванова та Мішші Сеспеля.
Після закінчення Асакасінської школи колгоспної молоді Максим продовжує навчання в Чебоксарському робітфаку.
У 1936—1939 роках працює в штаті журналу «Хатĕр пул», газет «Çамрăк большевик», «Пионер Сасси».

Поет пробував себе в перекладі робіт відомих вітчизняних і зарубіжних поетів. Чуваською мовою він переклав твори Г. Гейне, О. Пушкіна, М. Лермонтова, Т. Шевченко, В. Маяковського, К. Симонова, С. Михалкова, І. Чавчавадзе та інших.
На Велику Вітчизняну війну його закликають на початку 1942 року. Частина, в якій проходив службу Ястран, відправляється захищати Сталінград. Але і на фронті поет продовжує писати. Свої вірші воєнного часу «Другу загиблому», «Медсестра», «Колгоспний аргамак», «Пісня дівчини», «Як у нашого батька було семеро синів» М. Ястран присвячує солдатській дружбі.
Восени того ж року в бою за Сталінград Максим Ястран загинув.